# Indijski stolp
Indijski stolp, India Tower (v preteklosti Park Hyatt Tower; znan tudi kot Dynamix Balwas Tower ali DB Tower) je 126 nadstropni, 718 metrov visok nebotičnik, ki ga trenutno gradijo v Mumbaju, Indija.